# Майлі Фленаган
Майлі Фленаган (англ. Maile Flanagan; 19 травня 1965, Гонолулу, Гаваї, США) — американська актоока, продюсерка, сценаристка і режисерка. Серед її відомих ролей — Наруто Узумакі в англійському дубляжі "Наруто", Піґґлі Вінкс у фільмі "Джокери! Пригоди Піґґлі Вінкс та Террі Перрі у "Лабораторних щурах". Вона також з'являлася в епізодичних ролях у таких серіалах, як "Швидка допомога", "Безсоромні", "Погана вчителька", "Офіс", "Анатомія Грей" і "Ще не вмерла" в ролі Тіни.

## Біографія
Майлі Фленаган народилася в Гонолулу, Гаваї, і її ім'я в перекладі з гавайської означає «лоза». Її батько працював у військовій розвідці США, і в 1969 році її сім'я жила в Бангкоку, Таїланд, а коли їй було десять, вони переїхали до Німеччини. 1983 року Фленанагн закінчила Мюнхенську американську середню школу Міністерства оборони.
Фленаган найбільш відома озвучкою Наруто Удзумакі в англійському дубляжі аніме «Наруто» та роллю Террі Перрі у серіалі «Піддослідні». Також вона грала в таких телесеріалах, як «Безсоромні», «Дуже погана училка», «Клас», «Анатомія Грей», «Відчайдушні домогосподарки» та озвучила безліч мультфільмів.

## Особисте життя
Фленаган — відкрита лесбійка. У 2008 році вона одружилася з Лесі Хеммет.

## Вибрана фільмографія
| Рік       |   | Українська назва           | Оригінальна назва    | Роль      |
| --------- | - | -------------------------- | -------------------- | --------- |
| 2006      | с | Відчайдушні домогосподарки | Desperate Housewives | касирка   |
| 2007      | ф | Еван Всемогутній           | Evan Almighty        | Листоноша |
| 2008      | ф | Завжди кажи «Так»          | Yes Man              | Джанет    |
| 2009      | ф | 500 днів літа              | 500 Days of Summer   | Рода      |
| 2013—2014 | с | Безсоромні                 | Shameless            | Коні      |